# Canis lupus signatus
Il lupo iberico (Canis lupus signatus, Cabrera 1907) è una sottospecie del lupo grigio che risiede nel nord del Portogallo e nel nord-ovest della Spagna.

## Caratteristiche
Il lupo iberico si distingue dal più comune lupo eurasiatico per la corporatura più snella, per i segni bianchi sul labbro superiore e per i segni scuri sulla coda e sulle zampe anteriori, che gli conferiscono il nome 'signatus' (segnato).
Queste differenze potrebbero essersi sviluppate durante la fine delle glaciazioni del Pleistocene a causa dell'isolamento della Penisola iberica, quando dei ghiacciai si formarono sui Pirenei fino a raggiungere il Golfo di Biscaglia ad ovest, e il Mediterraneo a est.
I maschi possono arrivare a pesare più di 40-45 kg, mentre solitamente le femmine pesano circa 30-40 kg 

## Dieta
Il lupo iberico vive in piccoli branchi. Viene considerato utile, in quanto mantiene stabile la popolazione di cinghiali, aiutando così anche le popolazioni di galli cedroni, che risentono molto della predazione da parte dei cinghiali.
Il lupo iberico si nutre anche di conigli, cervi, stambecchi, piccoli carnivori e pesci. In alcuni luoghi si nutre anche di animali domestici come pecore e vitelli.

## Storia

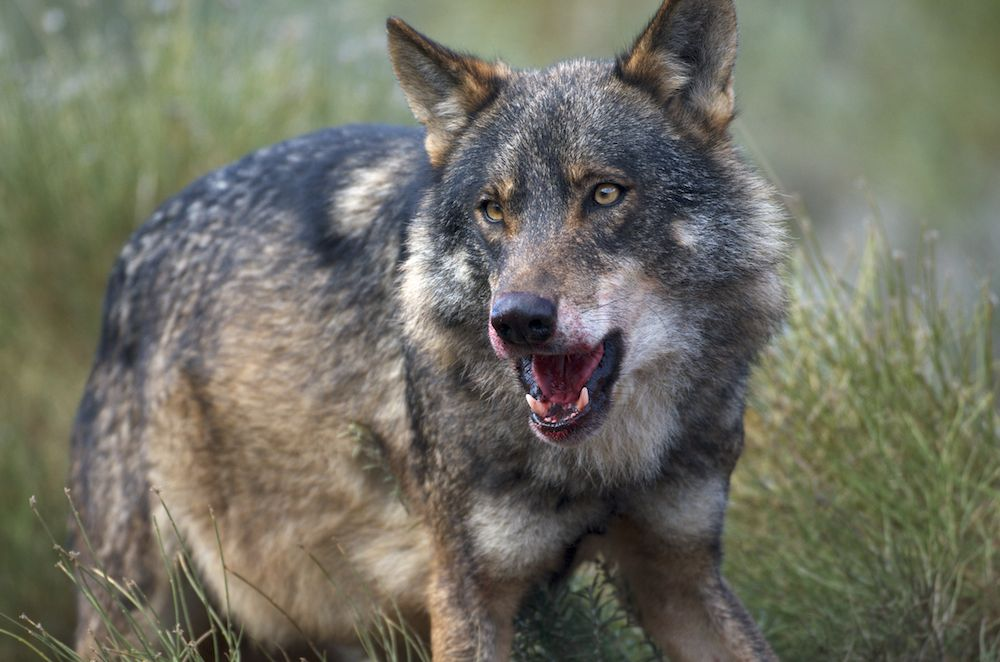
Lupo iberico.

Fino al Novecento, il lupo iberico era diffuso nella maggior parte della Penisola iberica. In seguito, però, il governo franchista iniziò una campagna di sterminio tra gli anni cinquanta e sessanta, che eliminò questi animali dalla Spagna intera, ad eccezione della parte nordoccidentale del paese ed alcune aree isolate nella Sierra Morena.
Campagne simili furono adottate anche dal Portogallo, che portarono quasi all'estinzione dell'animale a sud del fiume Duero. Fortunatamente, alcuni naturalisti spagnoli come Félix Rodríguez de la Fuente, richiesero la fine della caccia e la protezione di questo animale. 

Oggi, la caccia al lupo è illegale in Portogallo, mentre è consentita in alcune zone della Spagna a nord del fiume Duero, dove l'attività della pastorizia è particolarmente sviluppata. 
La popolazione si sta espandendo sia verso sud che verso est, e si hanno notizie del ritorno del lupo anche nei Paesi Baschi, e nelle province di Madrid e Guadalajara.
Alcuni studiosi affermano che il lupo che occupava il sud-est della Spagna, visto l'ultima volta a Murcia negli anni trenta, in realtà, apparteneva ad una sottospecie differente (Canis lupus deitanus), un lupo più piccolo e rossiccio, senza segni scuri. I nomi di entrambe le sottospecie, furono attribuiti da Ángel Cabrera nel 1907.

## Conservazione
Il lupo iberico, oltre che per le sfrenate cacce in epoca Franchista, deve il suo brutto stato di conservazione all'usurpamento di boschi nel suo areale, in particolare nella comunità autonoma della Castiglia e León, e quindi la distruzione del suo habitat naturale.
È stato catalogato come "vulnerabile" (VU) dal "libro rosso dei vertebrati della Spagna".
A partire dall'anno 2000, alcuni lupi erratici sono stati avvistati in Catalogna, dove l'ultimo lupo era stato ucciso nel 1929. Accertamenti genetici hanno confermato che questi animali non appartengono alla sottospecie iberica, bensì alla sottospecie italiana, i quali probabilmente, hanno raggiunto la regione attraversando il sud della Francia.